# Бузуки
Бузуки (грч. μπουζούκι, множина: грч. μπουζούκια) је грчки музички инструмент, који су у Грчку донели досељеници из Мале Азије, а убрзо је постао централни инструмент ребетико жанра и његових грана. Ослонац је модерне грчке музике, предњи део тела му је раван и често јако украшен седефима. Инструмент се свира са трзалицом и има оштар металан звук, сличан мандолини, али ниже.
Постоје два основна типа базукија. Трихордо има три пара жица, а тетрахордо има четири пара жица.

## Име
Назив "бузуки" потиче од турске речи bozuk што значи "сломљено" или "измењено", и потиче из посебног начина подешавања ("штимовања") под називом тур. bozuk düzen, која је најчешће коришћена на турској верзији, тур. saz-bozuk. Он је у истој породици инструмента као и мандолина и лаута. Првобитно је тело било исклесано из једног комада дрвета, сличано као саз, али по доласку у Грчку у раним 1910. је модификован додавањем тежишта, изглед позајмљен од Неаполитанске мандоле, а врх под углом по узору на Неаполитанске мандолине како би се повећала снага тела, да би могло да издржи дебље, челичне, жице. У Ребетика музици се дуго користи трожични тип, али је 1950. Манолис Хотис увео четворо-жични тип.